# Lovosice
Lovosice (en allemand : Lobositz) est une ville du district de Litoměřice, dans la région d'Ústí nad Labem, en Tchéquie. Sa population s'élevait à 8 715 habitants en 2021.

## Géographie
Située dans le nord de la région historique de Bohême, la ville industrielle de Lovosice se trouve sur la rive gauche de l'Elbe, au pied du mont Lovoš (570 m) en bordure méridionale des České Středohoří, à 7 km au sud-ouest de Litoměřice, à 17 km au sud d'Ústí nad Labem et à 57 km au nord-ouest de Prague.
La commune est limitée par Lhotka nad Labem, Píšťany et Žalhostice au nord, par Mlékojedy et Terezín à l'est, par Keblice, Lukavec, Siřejovice et Sulejovice au sud, et par Vchynice à l'ouest.

## Histoire
La région de Lovosice était déjà habitée à l'âge du bronze. Certains éléments indiquent que les premiers Tchèques y ont vécu au Ve siècle.
La première mention de Lovosice date du 12 avril 1143, lorsque le duc Vladislav II de Bohême donne ce petit village au monastère de Strahov. Au milieu du XIIIe siècle, les domaines ont été acquis par l'abbaye d'Altzelle dans la marche de Misnie. L'empereur Rodolphe II élève le village au statut de ville le 4 juillet 1600.
Lovosice est le théâtre en 1756 d'une importante bataille entre la Prusse et l'empire d'Autriche :  la bataille de Lobositz.
Après les accords de Munich, Lobositz est rattachée au Reichsgau Sudetenland du Reich, du 30 septembre 1938 à 1945. Une annexe du camp de concentration de Flossenbürg existe dans le village du 20 mai 1944 au 7 mai 1945 ; ses 84 détenus doivent effectuer des travaux forcés en soutien des troupes SS. Après la guerre, la population allemande est expulsée à la suite des décrets Beneš.

## Galerie

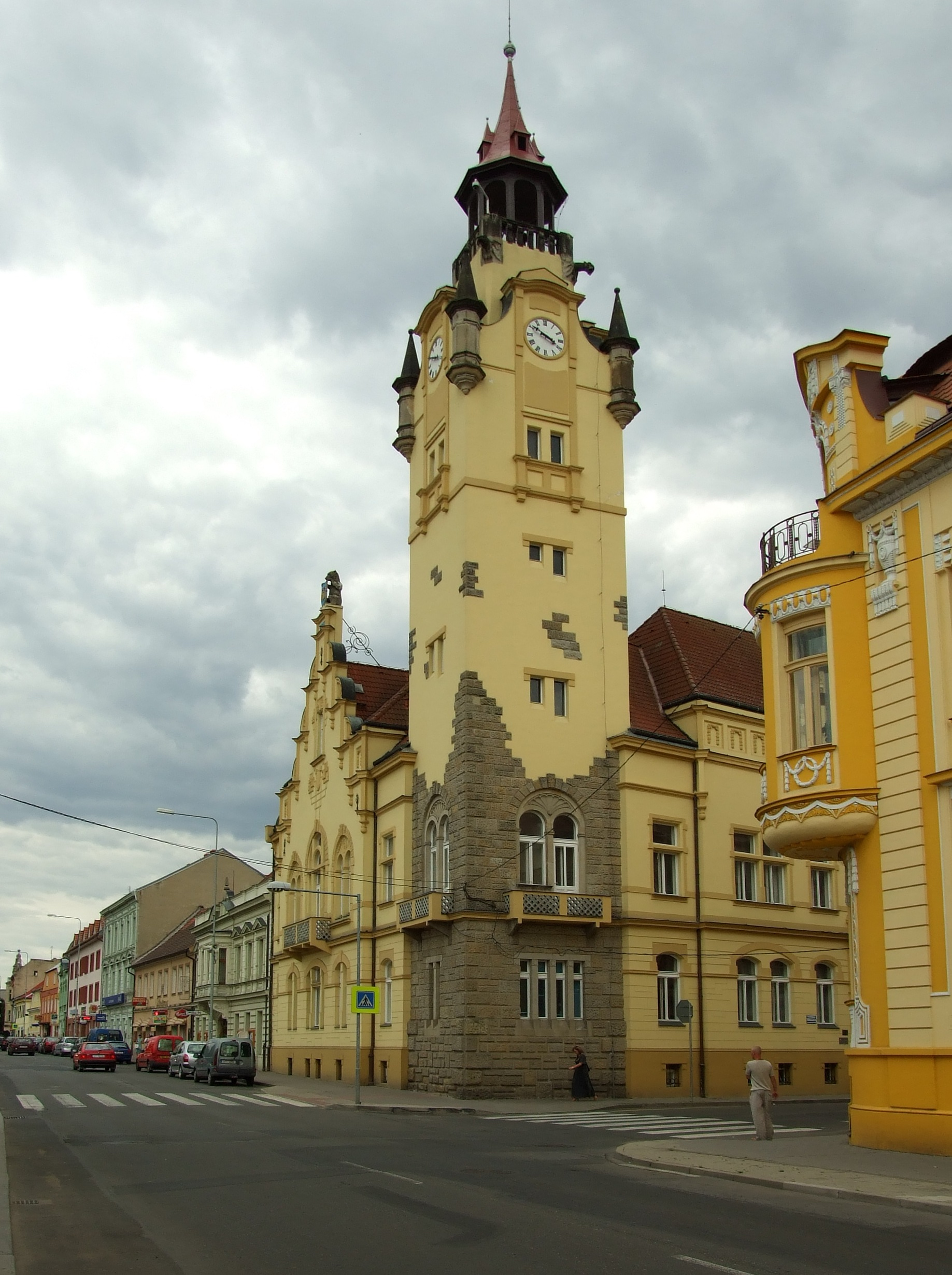
Ancien hôtel de ville de style art nouveau.
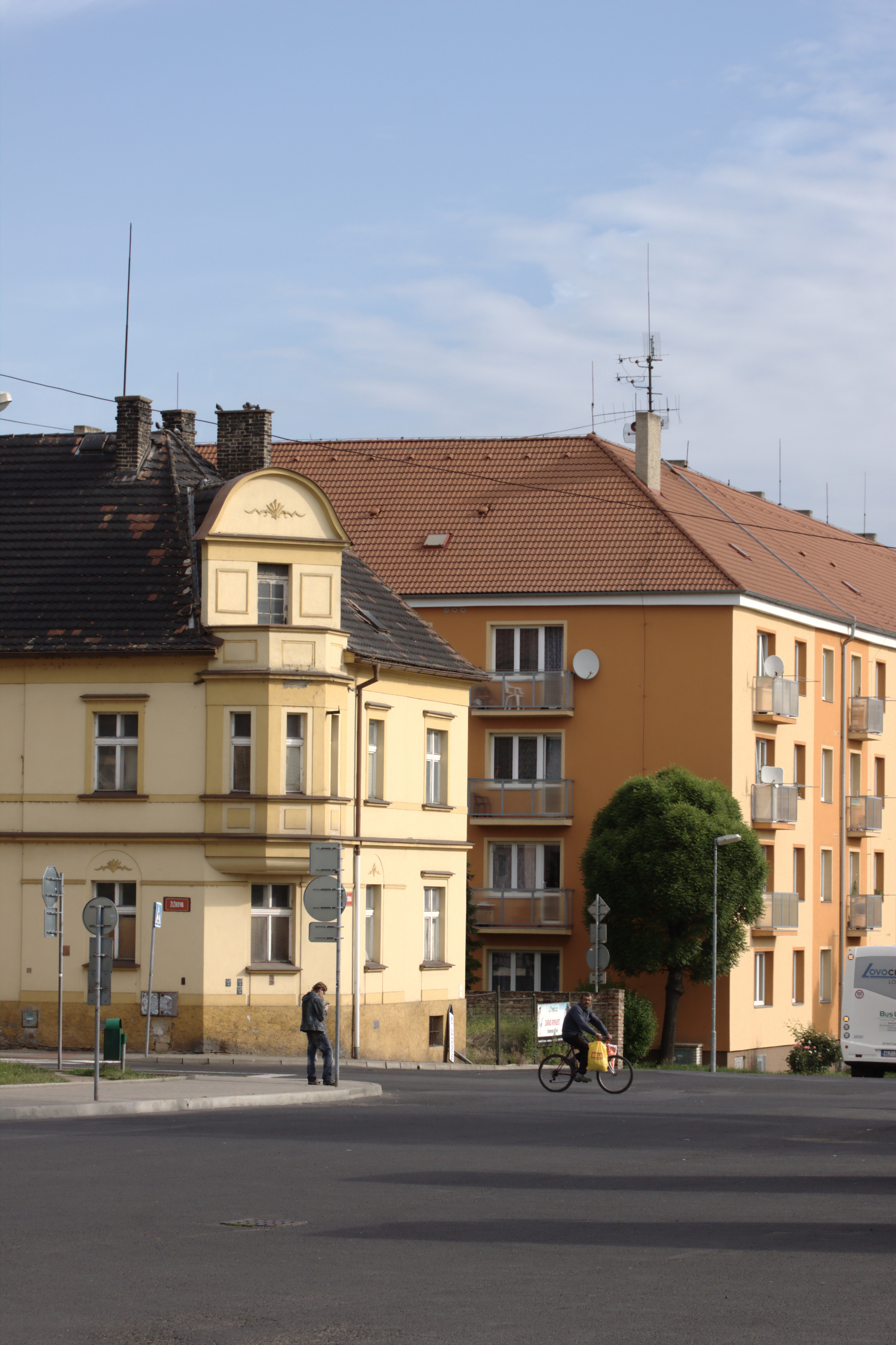
Lovosice : immeubles du centre-ville.

## Transports
Lovosice est desservie par l'autoroute D8 (E55), qui relie Prague à la frontière allemande et contourne la ville par le sud. Par la route, Losovice se trouve à 9 km de Litoměřice, à 27 km d'Ústí nad Labem et à 66 km de Prague.

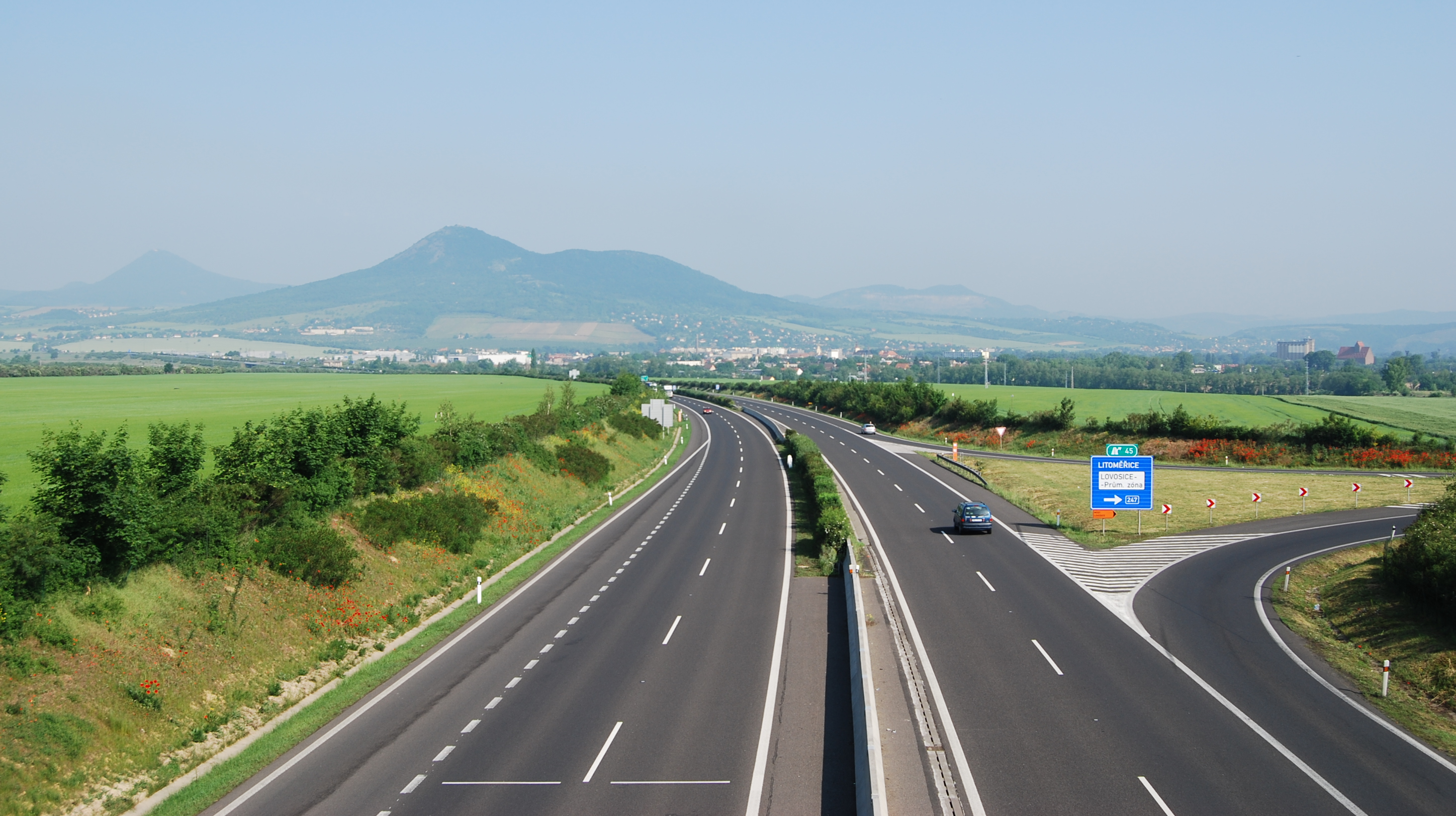
Autoroute D8 : échangeur de Lovosice. À l'arrière plan, Lovosice et le mont Lovoš.

La ville est également un carrefour ferroviaire.

## Jumelage
- Coswig (Allemagne)